# Tratado de Londres (1839)
O Tratado de Londres de 1839, ou Primeiro Tratado de Londres ou ainda Convenção de 1839 foi um tratado assinado a 19 de abril de 1839, entre as potências europeias (Reino Unido, Império Austríaco, França, Reino da Prússia e Império Russo) e o Reino Unido dos Países Baixos, que deu a independência à Bélgica, então parte dos Países Baixos.
No tratado as potências europeias reconheciam e garantiam a independência e neutralidade da Bélgica e confirmavam a independência do Luxemburgo. A sua principal importância histórica deve-se ao Artigo VII, que obrigava a Bélgica a permanecer perpetuamente neutra,  e que todos os signatários deveriam guardar a neutralidade em caso da invasão da Bélgica.

## Consequências territoriais

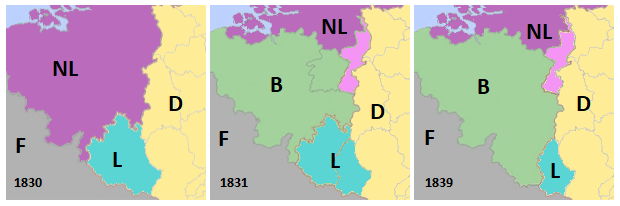
Evolução territorial da região dos Países Baixos.

Desde 1815 que a Bélgica integrava o Reino Unido dos Países Baixos. Com este tratado, as províncias a Sul dos Países Baixos tornaram-se no Reino da Bélgica, enquanto que a província de Luxemburgo foi dividida em partes belga e holandesa.
O mesmo aconteceu ao Grão-Ducado do Luxemburgo, que perdeu dois terços do seu território para a nova província belga do Luxemburgo no processo que ficou cunhado como a "Terceira Partição do Luxemburgo". Este processo deixou o grão-ducado reduzido a um terço do território original e habitado por apenas metade da população original, em uma união pessoal com os Países Baixos, sob reinado do Rei-Grão-Duque Guilherme I (e posteriormente Guilherme II e Guilherme III). Esta disposição foi confirmada com o Tratado de Londres de 1867, conhecido com o "Segundo Tratado de Londres", numa analogia ao de 1839, e perdurou até à morte do rei-grão-duque Guilherme III, a 23 de novembro de 1890.
A Flandres zelandesa foi também desanexada da Bélgica e tornou-se parte da província holandesa da Zelândia devido à preocupação dos holandeses do controlo partilhado do estuário do rio Escalda. Por conseguinte, teriam que garantir a livre navegação no Escalda até ao Porto de Antuérpia.